# Claude Colleer Abbott
Claude Colleer Abbott (1889-1971) fue un poeta, académico y profesor universitario inglés. Se le conoce principalmente como el editor de la correspondencia de Gerard Manley Hopkins.

## Vida y carrera
Hijo de un carnicero  y hermano del poeta H. H. Abbott, Claude Colleer Abbott (que normalmente se firmaba como 'C. Colleer Abbott') se educó en la King Edward VI Grammar School, en Chelmsford,  y en la Universidad de Londres. (BA 1913, MA 1915). Enseñó en Sudbury Grammar School,  y Middlesbrough High School, antes de ser reclutado, después de una apelación, al final de la guerra, en 1918.  Se unió a Artists Rifles OTC y luego sirvió en la Reserva Especial de la Guardia Irlandesa como segundo teniente.   Después de la guerra, estudió en Gonville and Caius College, Cambridge (licenciatura en 1921, doctorado en 1926), luego dio clases de lengua y literatura inglesas en la Universidad de Aberdeen (1921-1932) y en la Universidad de Durham (1932-1954). donde se convirtió en profesor de inglés. 

### Hallazgos en la casa Fettercairn
Entre octubre de 1930 y marzo de 1931, mientras buscaba documentos del poeta James Beattie que le habían dicho que podrían estar en Fettercairn House, Kincardineshire, Abbott descubrió, en los áticos y dependencias del lugar, 118 cartas de Samuel Johnson y cantidades de obras de James Boswell, artículos, incluido el London Journal de 1762-1763 de este último, que se creían perdidos, otros dos diarios de Boswell desaparecidos y más de trescientas cartas, así como cuatro manuscritos de obras publicadas de Boswell. Después de completar la catalogación, Abbott dio la noticia de los hallazgos en 1936. Representan aproximadamente un tercio del archivo total de Boswell. El London Journal de Boswell, 1762–3 se convirtió en un éxito de ventas cuando se publicó por primera vez en la edición de F. A. Pottle de 1950. 
Abbott fue el albacea literario y editor de los poemas y obras de teatro de Gordon Bottomley. También se le recuerda como coleccionista de arte y benefactor de galerías y bibliotecas. 

## Poemas
"Agradecido por su educación en el campo", Abbott, en sus poemas más típicos, "trató de comprender con mayor amor la existencia y el sabor de la gente del campo en Essex y Suffolk".  Sus poemas se centran con frecuencia en personajes locales (excéntricos y solitarios en las aldeas de Essex y Suffolk), en personas en posadas, en trabajadores rurales, en amantes rústicos.
El amor pleno llegó a Abbott comparativamente tarde en la vida,  y brevemente. Fue el tema de su poema más ambicioso, la larga secuencia retrospectiva llamada Summer Love, iniciada en la década de 1930 pero no impresa hasta 1958. Describe, en una variedad de formas en verso, la historia de amor fundamental de su vida, llevada a cabo durante una larga visita de verano a East Anglia con una mujer anónima del Norte que no estaba familiarizada con la zona y estaba encantada por ella. "Tú, que amaste en julio los olmos caídos a lo largo de estas calles de Essex, / Los sauces que brotan de cada arroyo inactivo..." El asunto se consumó en lo alto del interior de un viejo olmo, "el enorme tronco hueco grotescamente saliente, con poderosas ramas arriba".  
Los poemas también contienen una observación muy sensible de la vida silvestre y el paisaje. Las numerosas referencias a los paisajes de olmos y vías fluviales de East Anglia hacen de Abbott una especie de condestable en verso. Sus poemas fueron ocasionalmente antologizados; 'Stallion', por ejemplo, apareció en Younger Poets of To-day (1932), editado por J. C. Squire. Entre otros hay poemas dedicados a Robert Bridges y Edmund Blunden. A pesar de la admiración de Abbott por Hopkins, no hay rastro de teología alguna en sus poemas.

## Publicaciones

### Poesía
- Youth and Age (1918)
- Poems (1921)
- Miss Bedell and Other Poems (1924)
- Ploughed Earth (1930)
- Early Verses (1938)
- The Sand Castle and Other Poems (1946)
- Summer Love (1958)
- The Collected Poems of Claude Colleer Abbott (1963)

### Traducciones
- Nine Songs from the Twelfth Century French (1920)
- Early Mediaeval French Lyrics (1932): texto, traducción de versos, introducción
- The Seafarer: a modern version (1943): traducido del inglés antiguo

### Scholarship
- The Life and Letters of George Darley, poet and critic (1928)
- Letters of Gerard Manley Hopkins to Robert Bridges (1935; revisado en 1955)
- Correspondence of Gerard Manley Hopkins and Richard Watson Dixon (1935; revisado en 1955)
- A Catalogue of Papers relating to Boswell, Johnson and Sir William Forbes, found at Fettercairn House (1936)
- Further Letters of Gerard Manley Hopkins, incluida su correspondencia con Patmore (1938; revisado en 1956)
- The Poems and Plays of Gordon Bottomley, editado por Abbott (1953)
- Poet and Painter: being the correspondence between Gordon Bottomley and Paul Nash, 1910–1946 (1955): editado por Claude Colleer Abbott y Anthony Bertram